# Eristena araelis
Eristena araelis là một loài bướm đêm trong họ Crambidae.